# Ferdinandův pramen
Ferdinandův pramen je nejstarším písemně doloženým mineralizovaným pramenem na území Mariánských Lázní. Nejde pouze o jeden, ale o sedm pramenů, které mají typickou slanou chuť, díky Glauberově soli, která zaujala i krále Ferdinanda I., který se o nich zmiňuje už v roce 1528. Patří do stejné kategorie jako Křížový pramen, i když je o něco více mineralizován. Pro pitnou léčbu se využívá pramen Ferdinand I., který je vhodný zejména pro léčbu nemocí zažívacího ústrojí a metabolismu. Pod obchodním názvem Excelsior se ke stáčení do spotřebitelských obalů používal pramen Ferdinand VI. Vzhledem ke shodě s názvem hotelu je od roku 2022 stáčen do spotřebitelských obalů pod názvem „Mariánskolázeňský Ferdinandův pramen“.
Nachází se v lázeňském parku na okraji Úšovic nedaleko Anglické ulice a je volně přístupný na své kolonádě.

## Historie

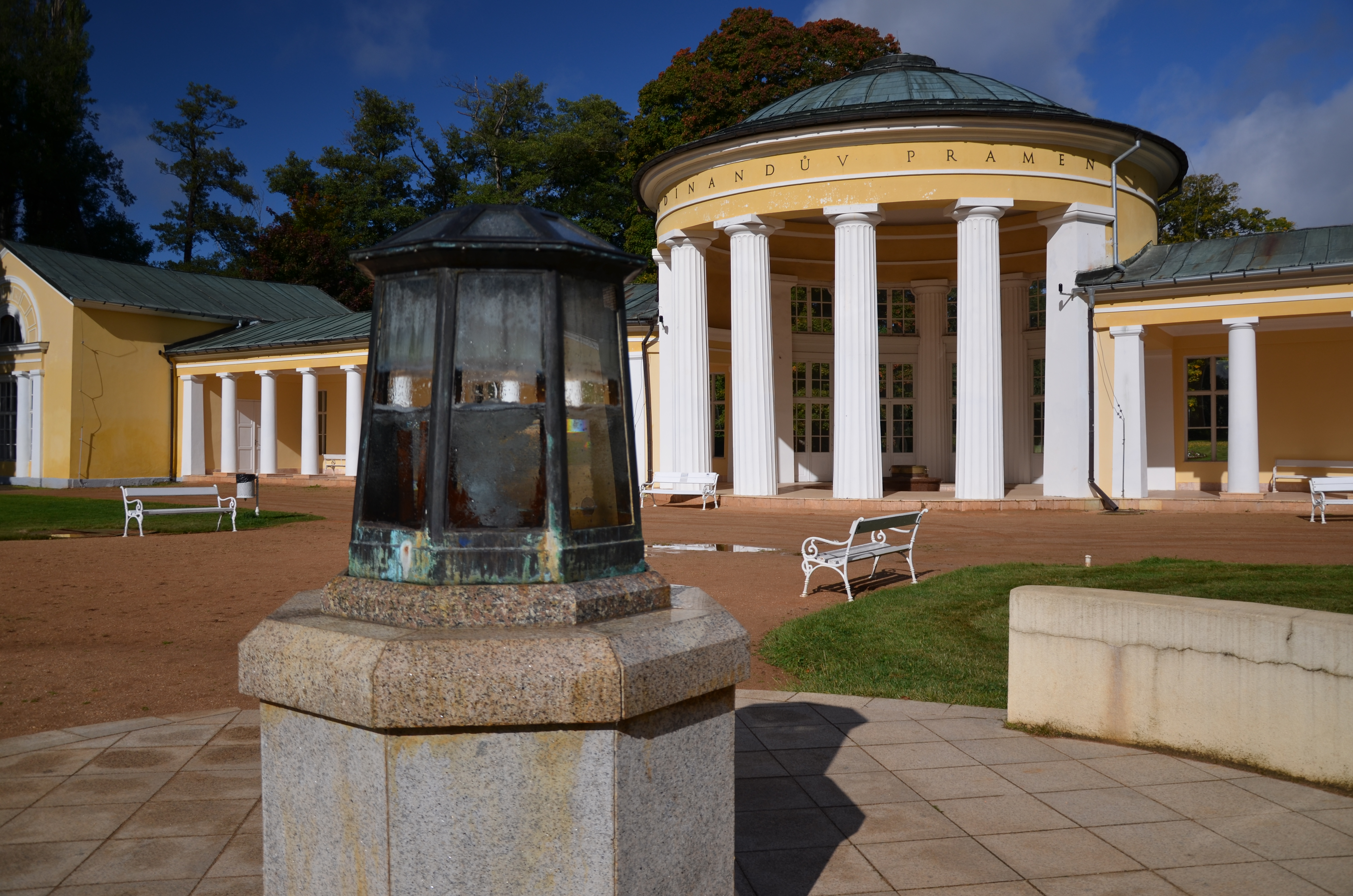
Ferdinandův pramen

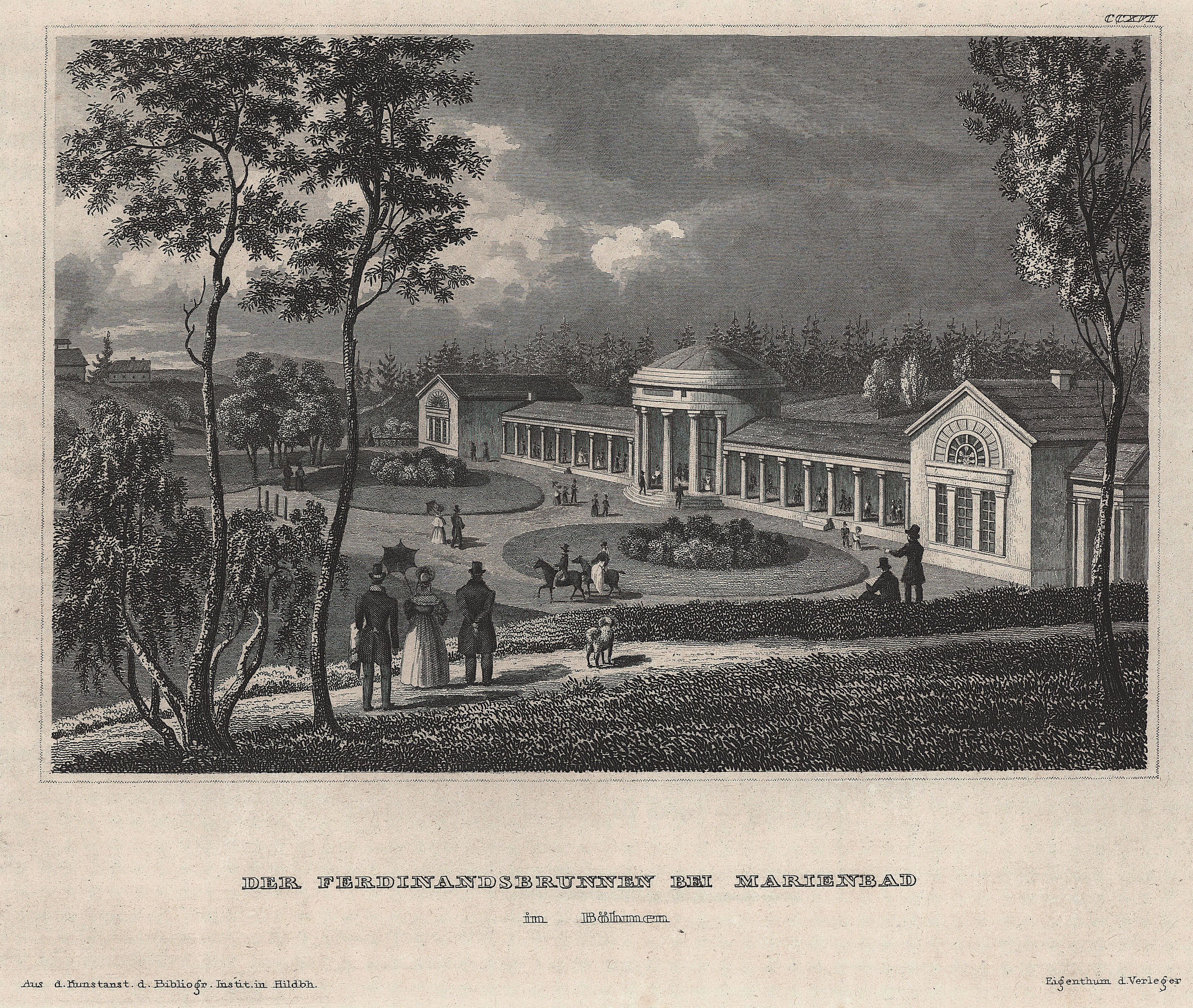
Kolonáda Ferdinandova pramene v roce 1838

Ještě v roce 1819 se pramen nacházel v bažinách a přístup k němu byl v počátcích velmi složitý a nepohodlný, chodilo se k němu po kamenech a fošnách položených na bažinatou půdu. Po obrovských a zdařilých úpravách okolních parků Václavem Skalníkem zde vznikl park, jež obklopuje klasicistní kolonádu Ferdinandova pramene. Těsně po návštěvě císaře Ferdinanda se začalo v roce 1824 s úpravami bažinatého okolí pramene pod dohledem Václava Skalníka, který měl na starosti většinu parkových úprav města.
Empírová kolonáda byla zbudována v letech 1826–1827 na popud opata Karla Kašpara Reitenbergera. Ferdinandův pramen byl pro svůj údajně hojný obsah soli prozkoumáván v Praze. Zjistilo se, že obsahuje Glauberovu sůl s projímavými účinky. Snahy získat z úšovického vřídla sůl trvaly celé 16. století. V letech 1850–1860 se konaly pokusy dovést vodu tohoto pramene na kolonádu, ovšem výškový rozdíl 43 metrů byl veliký. To se povedlo až v roce 1870. Okrajové části kolonády v minulosti sloužily k nejrůznějším účelům: kavárně, stáčírně, obydlí hlídače nebo muzeu. V letech 1922–1926 byly doktorem Benno Winterem provedeny vrty, které objevily celkem sedm vývěrů pramene. Tyto minerální vody slouží k pitným kúrám, koupelím i jako stolní voda.
Díky své typické chuti se mu jednu dobu přezdívalo Slaný. Krátkou dobu nesl i název Kolovratův pramen podle nejvyššího českého purkrabího Františka Antonína Kolovrata-Libštejnského. Ten to ale odmítl s tím, že by se měl jmenovat Karlův pramen po opatovi K. K. Reitenbergerovi. Nakonec sám opat určil jméno pro pramen podle krále Ferdinanda I.

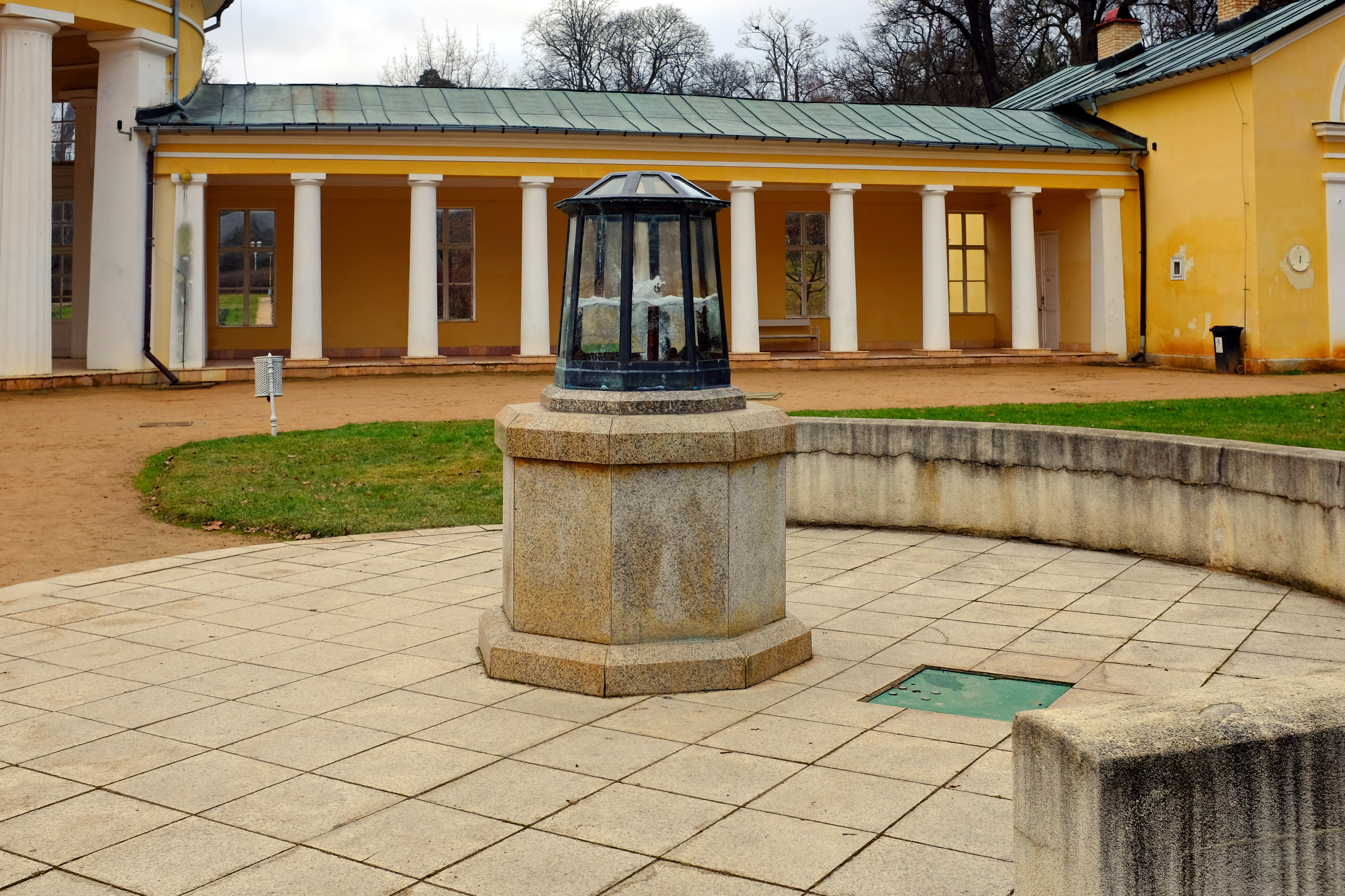
Šachta vpravo od pramene

Z šachty u pramene unikají halucinogenní výpary (zřejmě oxid uhličitý), v roce 2019 se při jejich čichání otrávil režisér Jan Kačena.